# 謝念祖
謝念祖（1969年12月22日—），是台灣演員、編劇與導演。曾擔任樹德科技大學-表演藝術系助理教授，現任全民大劇團團長。

## 經歷
2005年，因王偉忠將《2100全民亂講》轉型成《全民大悶鍋》，因此進入演藝圈，製作了《全民大悶鍋》、《全民最大黨》、《住左邊住右邊》等多項作品。在2009年6月，與王偉忠成立「全民大劇團」，並任團長一職至今。2010年2月，推出「瘋狂電視台」。「當岳母刺字時,媳婦是不贊成」「情人哏裡出西施」「賽貂蟬」「大畫昭君觀落雁」與作家張大春合作，「瘋狂偶像劇」「大紅帽與小野狼」與蘇麗媚合作，「往事只能回味」與演唱家田浩江合作，「瘋狂伸展台」與伊林娛樂合作。

## 電影作品
- 2019年 《瘋狂電視台瘋電影》擔任編劇導演一職

## 網路作品
- 2020年 《中央流行藝情中心》擔任編劇導演一職

## 電視電影作品
- 2023年 《最後一封情書》擔任編劇導演一職

## 電視作品
| 電視       | 劇名                                | 任職     |
| ---------- | ----------------------------------- | -------- |
| 公共電視   | 2018瘋狂新聞台                      | 編劇     |
| 大愛電視台 | 有禮不亦樂乎                        | 編導     |
| 中天電視   | 全民大悶鍋全民最大黨                | 編導     |
| 中視       | 兩個門牌一個家                      | 編劇     |
| 中視       | 江湖.com                            | 編劇     |
| 三立都會台 | 住左邊住右邊之幸福小套房 全民拼幸福 | 編劇統籌 |
| 台視       | 妹妹                                | 客串警衛 |

## 舞台劇
全民大劇團：
- - 《喜劇黨不住》
  - 《一村喜事》
  - 《因愛啟程》
  - 《同學會！同鞋～》音樂劇
  - 《賽貂蟬》
  - 《致‧這該死的愛》
  - 《瘋狂伸展台》
  - 《同學會！同鞋～》
  - 《新年就快樂啦》
  - 《情人哏裡出西施》
  - 《瘋狂電視台2-選秀風雲》
  - 《大紅帽與小野狼》
  - 《往事只能回味》
  - 《瘋狂偶像劇》
  - 《當岳母刺字時,媳婦是不贊成的》
  - 《瘋狂有限公司》
  - 《瘋狂電視台》

黑門山上的劇團：
- - 《仲介愛情》
  - 《戲劇原理》
  - 《死亡計畫》
  - 《豆漿大王》
  - 《不合作賽局》
  - 《天下第一包》
  - 《美味ㄩˋ便當》
  - 《新十三角關係》

一元布偶劇團：
- - 《哥倫布》
  - 《安徒生》
  - 《野天鵝》
  - 《抱天空》
  - 《快樂童年》
  - 《快樂學園》
  - 《海倫凱樂》
  - 《毛毛狗歷險記》
  - 《小紅帽三部曲》
  - 《那尼亞傳奇首部曲》
  - 《尋找能源的小紅帽》

其他
- - 田浩江個人作品《我歌我哥》
  - 成家班四十週年活動總導演
  - 102年《全國運動會開幕導演》
  - 101年《全國中等運動會開幕導演》

## 相關網站連結
- 謝念祖的Facebook專頁
- 全民大劇團部落格

1. ↑  劉慧茹. . 鏡週刊 Mirror Media. 2018-03-25  [2025-04-03] （中文（繁體））.